# إزيكييل كاستانيو
إزيكييل كاستانيو (بالإسبانية: Ezequiel Castaño)‏ هو ممثل أرجنتيني، ولد في 12 أبريل 1981 في الأرجنتين.

## وصلات خارجية
- إزيكييل كاستانيو على موقع IMDb (الإنجليزية)
- إزيكييل كاستانيو على موقع قاعدة بيانات الفيلم (الإنجليزية)
- إزيكييل كاستانيو على موقع كينوبويسك (الروسية)